# Крамергоф
Крамергоф (нім. Kramerhof) — громада в Німеччині, розташована в землі Мекленбург-Передня Померанія. Входить до складу району Передня Померанія-Рюген. Складова частина об'єднання громад Альтенплен.
Площа — 17,90 км2. Населення становить 1894 ос. (станом на 31 грудня 2020).

## Галерея

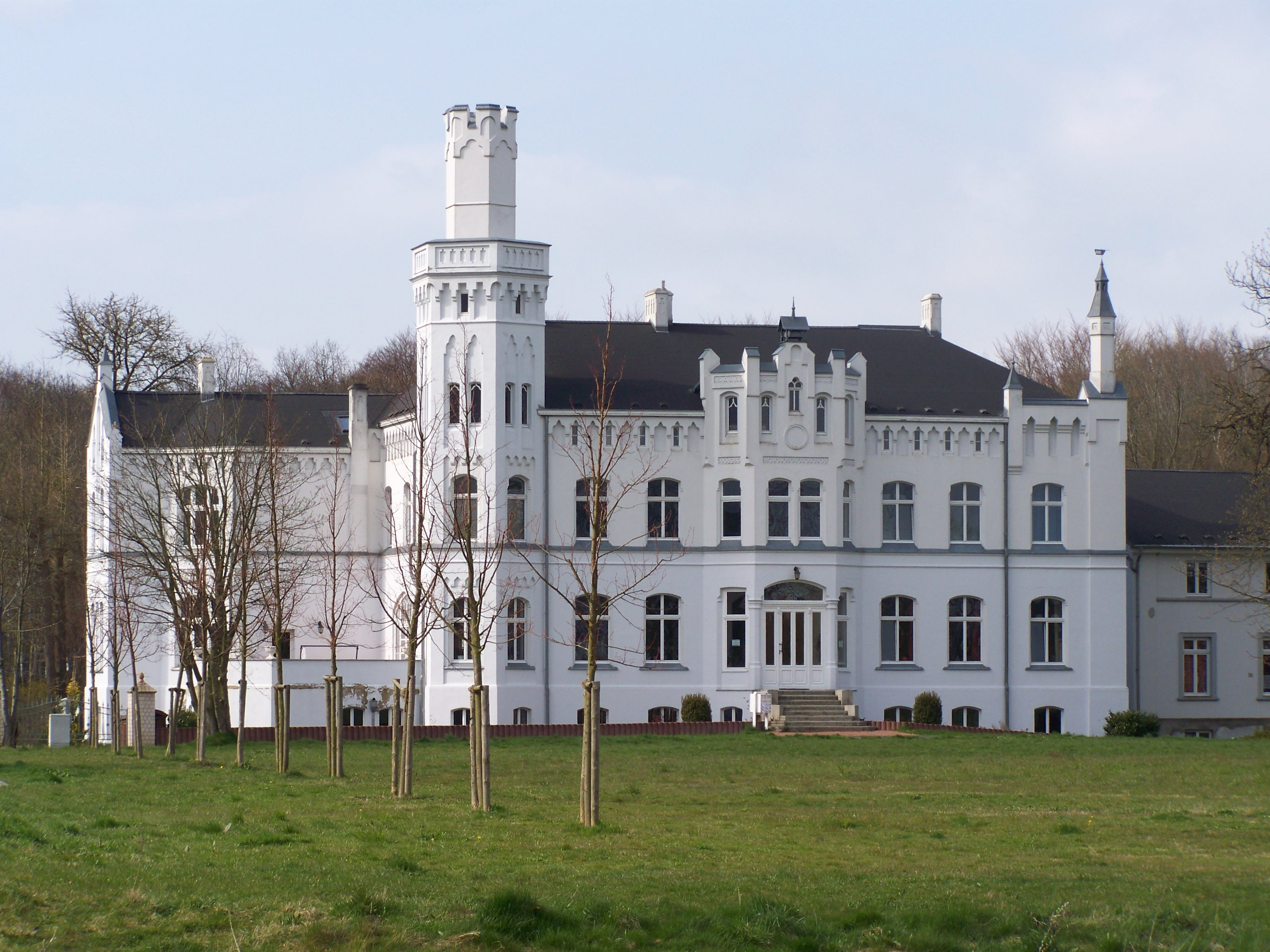
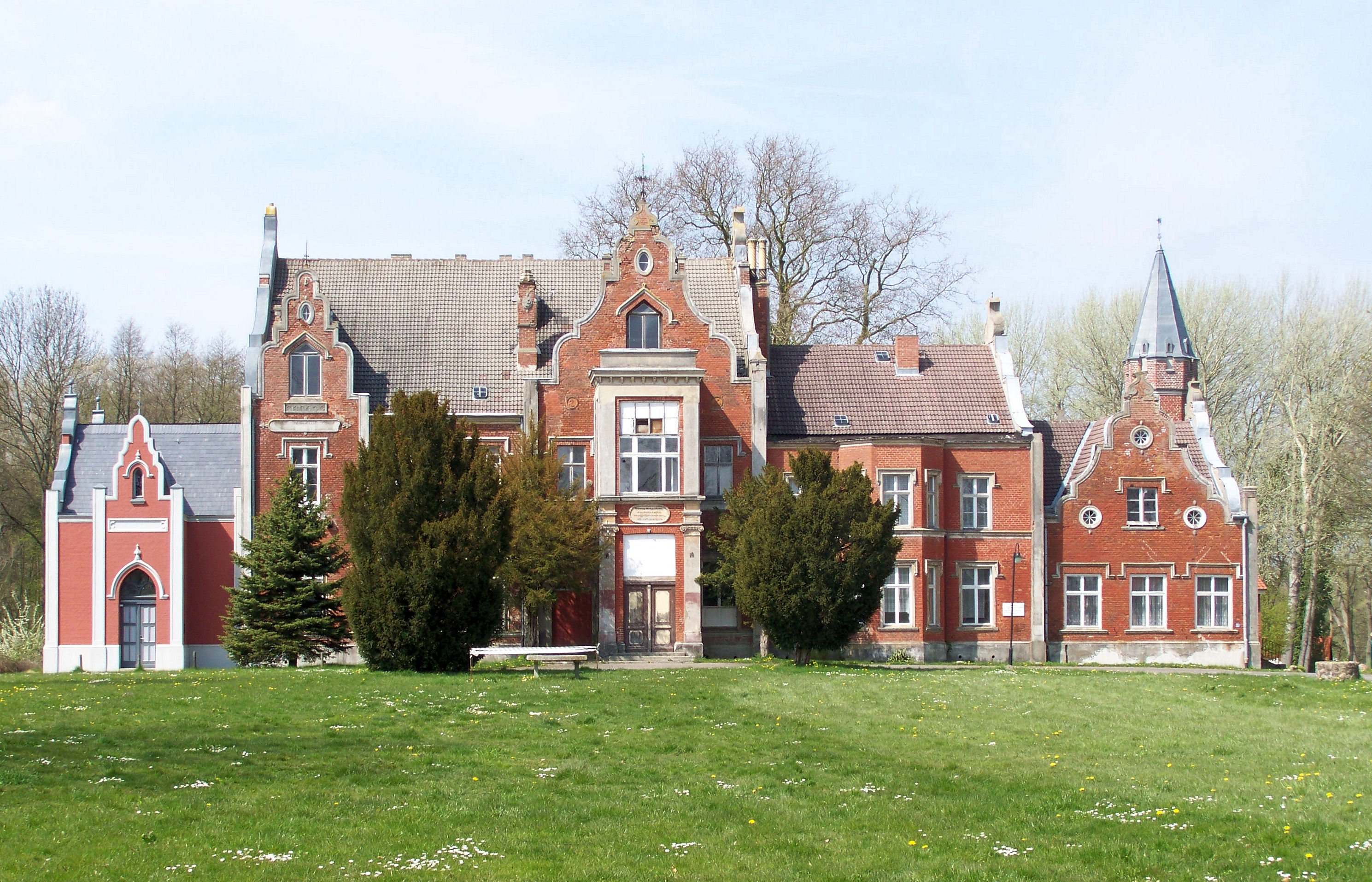